# Stylidium affine
Stylidium affine är en tvåhjärtbladig växtart som beskrevs av Sonder. Stylidium affine ingår i släktet Stylidium och familjen Stylidiaceae. Inga underarter finns listade i Catalogue of Life.

## Bildgalleri

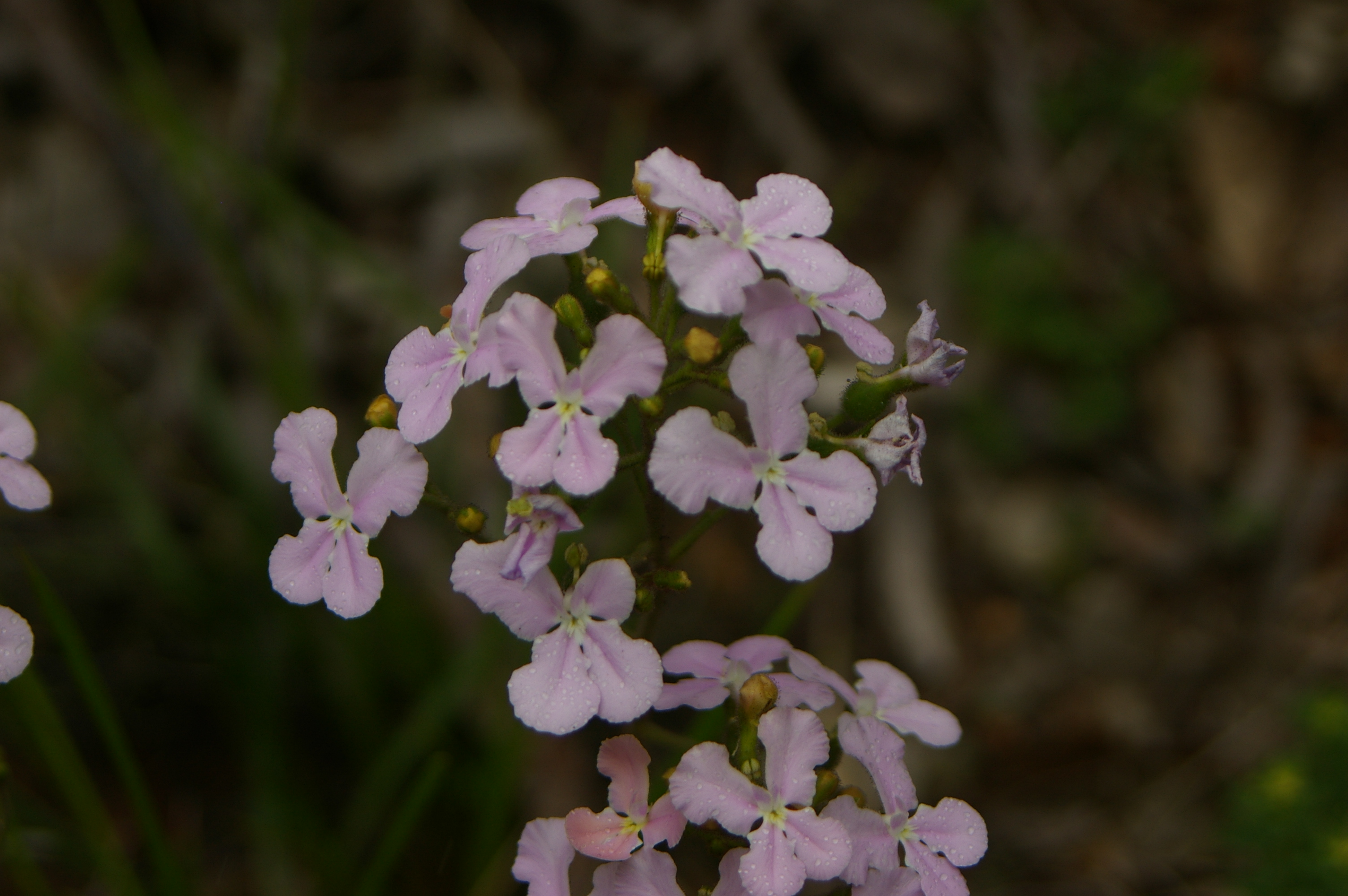
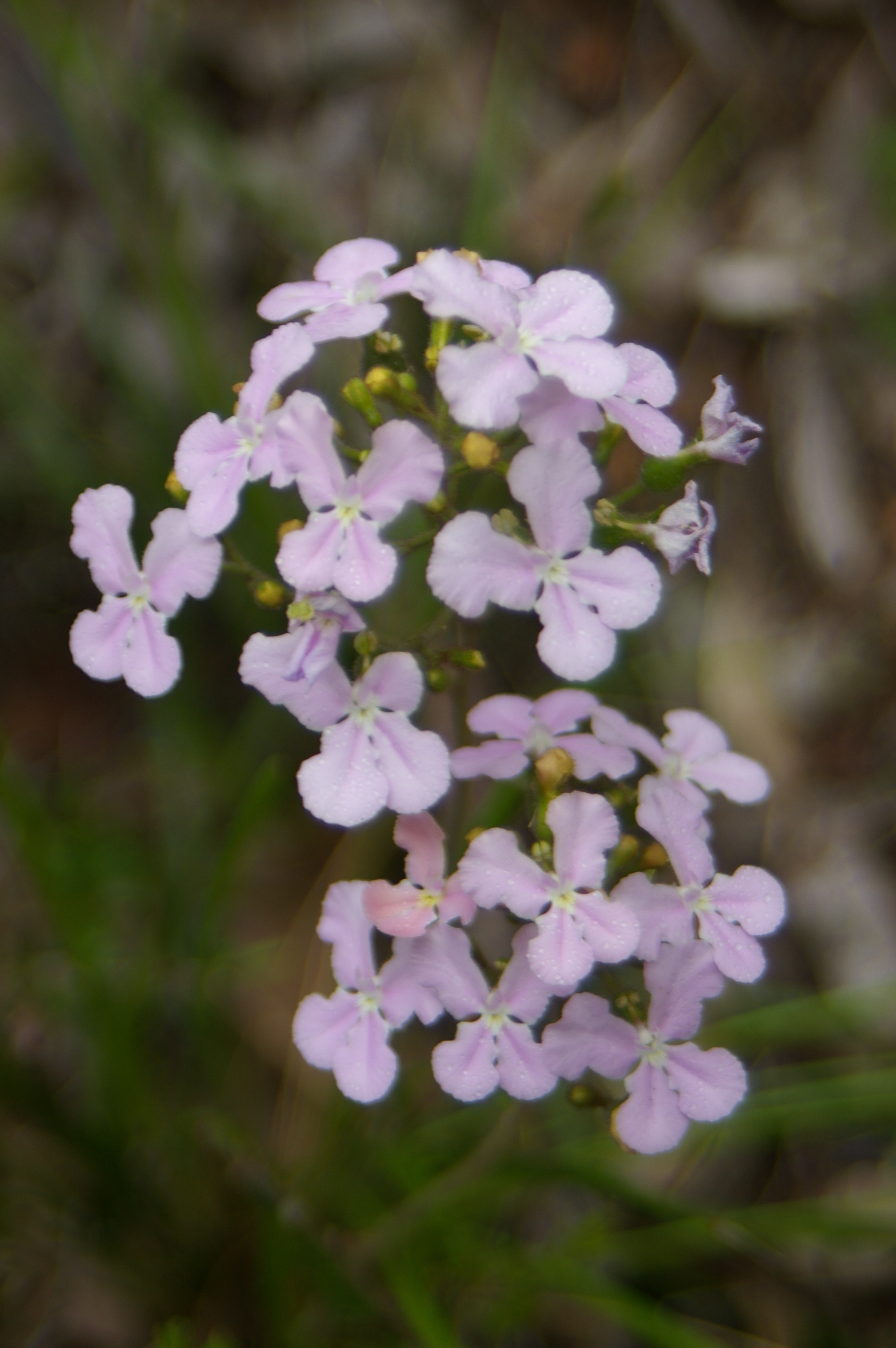
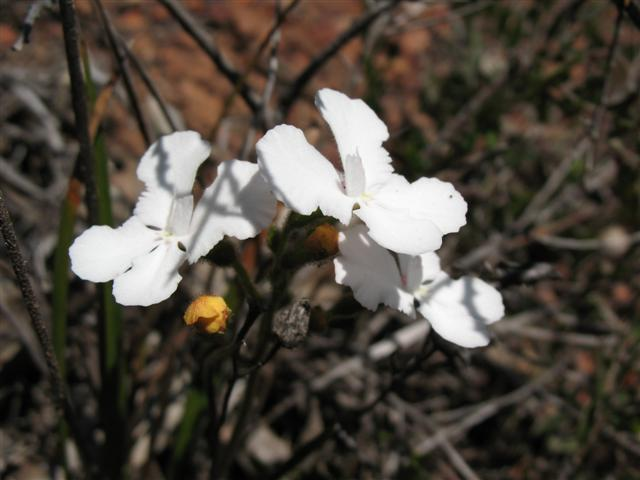
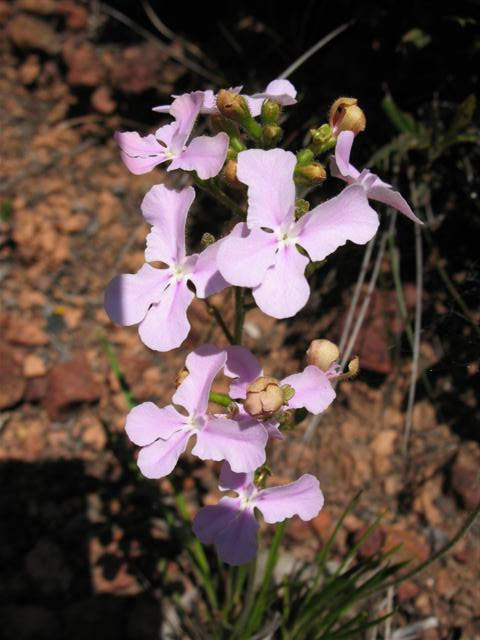
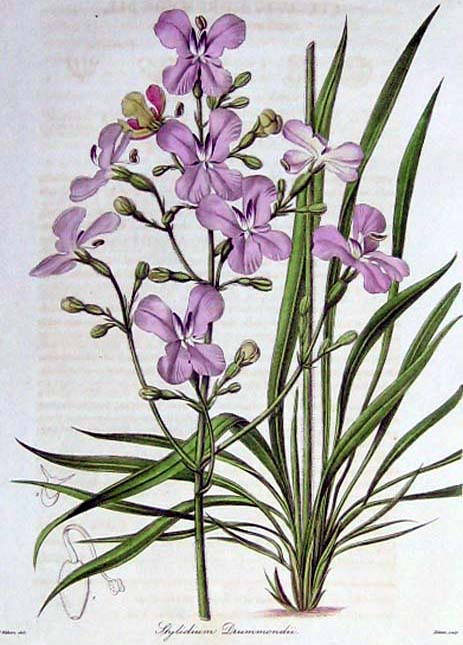